# Hôtel de ville de Soulaines-Dhuys
L'hôtel de ville de Soulaines-Dhuys est un édifice situé à Soulaines-Dhuys, dans la région Grand Est en France.

## Localisation
L'édifice est situé sur la commune de Soulaines-Dhuys, dans le département français de l'Aube.

## Historique
L'édifice est inscrit au titre des monuments historiques en 1926.